# بريجيت أندرسن
بريجيت أندرسن (بالدنماركية: Birgitte Elisabeth Andersen)‏ هي ممثلة دنماركية، ولدت في 17 ديسمبر 1791 في كوبنهاغن في الدنمارك، وتوفيت بنفس المكان في 6 فبراير 1875.